# Patricia Ceci
Patricia Ceci (nacida como Patricia Elsa Ceci Caló, el 31 de octubre de 1961, Buenos Aires, Argentina) es una museóloga con especialización en historia, reconocida en el ámbito del patrimonio nacional. Autora de numerosas publicaciones y creadora de Museos y Centros de Interpretación en su país. Ejerce como docente de instituciones como ILAM, UMSA, CICOP y otras.

## Reseña biográfica
Se recibe de Museóloga en la Escuela Nacional de Museología Histórica, con el título de Técnica Nacional Superior en Museología Histórica, con promedio 9.89, lo que le vale la distinción al mejor promedio otorgada por el Museo Bartolomé Mitre de Buenos Aires, y la distinción al desempeño académico que otorga el Diario La Nación.
Se dedica a la creación de museos y centros de interpretación y a la renovación periódica de sus exhibiciones, así como al desarrollo de exhibiciones itinerantes.
Ha dictado y dicta numerosos talleres de capacitación para la protección y preservación del patrimonio a lo largo y ancho de toda la República Argentina, con el objetivo de formar al personal de museos en los conocimientos necesarios para optimizar su labor en pos de la protección de la identidad de la nación.
Se desempeñó como docente de la Universidad del Museo Social Argentino UMSA, en la cátedra de Conservación de Objetos en Exhibición
Actualmente es docente del ILAM Instituto Latinoamericano de Museos de Costa Rica donde dicta talleres de Comunicación en Museos, Gestión de Colecciones y Patrimonio Industrial.
Se especializó en Patrimonio Funerario publicando en el año 2016 su libro "Patrimonio del más allá, manual para conocer el patrimonio funerario". Es integrante de la red Iberoamericana de Cementerios Patrimoniales, con el objetivo de revalorizar estos espacios de patrimonio, memoria y evocación que caen en el olvido con el paso del tiempo perjudicando la identidad de la nación.
Escribió para el Ministerio de Educación de la Nación Argentina convocada por la Fundación Félix de Azara, dos libros en colaboración con el Lic, Carlos Fernánde Balboa "Casas de Cosas" donde recrea la historia y tipología de los museos Argentinos y "Aunque no la veamos la cultura siempre está, patrimonio intangible de la Argentina".
Su labor se basa en el respeto y protección del patrimonio cultural, natural e intangible y de las comunidades en que se encuentra inserto, difundiendo permanentemente mediante talleres y cursos de capacitación, publicación de artículos en publicaciones académicas y numerosos sitios web vinculados al patrimonio, siendo sus opiniones rescatadas por diversas entidades y publicaciones.
Entrevistada por la revista "Tela de Rayón del diario Jornada de Chubut, expone un polémico concepto de las competencias directas del museo en la actualidad.
Especialista en Cibermuseografía y evolución de los museos hacia la versión 4.0 de comunicación del patrimonio participó de la redacción del libro "El patrimonio industrial como huella del trabajador petrolero", editado por la Universidad de la Patagonia San Juan Bosco.
Escribe numerosos artículos para revistas y publicaciones nacionales e internacionales, para la divulgación de la preservación del patrimonio y la identidad de la nación
Integró el equipo que llevó adelante el proyecto de creación del centro de interpretación del barrio de La Boca, para el Gobierno de la ciudad de Buenos Aires, así como l a creación del Museo de la especialidad de Intendencia, del Ejército Argentino, en la Dirección de Asuntos Históricos del ejército en la localidad de Ciudadela, Provincia de Buenos Aires.
Formó parte del equipo de Renovación y diseño del Museo Nacional del Petróleo en la ciudad de Comodoro Rivadavia, Provincia de Chubut, Argentina, así como el equipo de renovación del parque Criollo y Museo Gauchesco Ricardo Güiraldes, de la localidad de San Antonio de Areco, provincia de Buenos Aires. Estuvo a cargo también del proyecto para el centro de interpretación del Faro San Jorge, en la provincia de Chubut.
Realizó el diseño museográfico y plan luminotecnico del Museo del Shincal de Quimivil, para la Fundación Félix de Azara.
Entre sus actividades figuró la realización del Guion Museológico y museográfico del centro de interpretación de los Saltos del Moconá en Misiones Para la Universidad de Misiones

## Distinciones
- 1er Premio "Palabras de museo" otorgado por el Museo de las Escuelas del Gobierno de la Ciudad de BUenos Aires, Argentina en el año 2012[29]
- Premio al mejor promedio Museo Histórico Bartolomé Mitre Ciudad de Buenos Aires[30]